# Joachim Robbrecht
Joachim Robbrecht (Gent, 1979) is een Belgisch theaterauteur, regisseur en performer.

## Opleiding
Robbrecht behaalde een master Duits cum laude en Engelse literatuur en taalkunde in Gent. Hij studeerde Theaterregie aan de Academie voor Theater en Dans (AHK) in Amsterdam.

## Werk
Robbrecht maakt vaak theaterproducties over de identiteit van de Nederlander.

## Theaterproducties
- Adam in ballingschap (2006)
- Rashomon-effect (2009-2010, Frascati Producties/ Toneelgroep Amsterdam)
- Rosto in Turansureishon (2010)
- Oh Polsko! (2011, Frascati Producties/Andcompany&Co/Oldenburgisches Staatstheater)
- Figaro Desire Machine (2011)
- Der Kommende Aufstand (2012, Frascati Producties/Andcompany&Co/Oldenburgisches Staatstheater)
- The Discrete Charm of Marxism (2013)
- Black Bismarck (2013)
- Crashtest Ibsen Volksvijand (2014) (naar Henrik Ibsen)
- Crashtest Ibsen Nora (2015) (naar Henrik Ibsen)
- GTA 5 (2015)
- Queens (2015)
- Vanden winter ende vanden somer (2015)
- The Great Warmachine (2015)
- Bromance (2016, Theater Oostpool)
- Privacy (2016)
- Crashtest Ibsen Ik zie Spoken (2016)
- Exoot, Tropical Healing (2017)
- Crashtest Ibsen Pijler van de Samenleving (2017)
- Song of a Bird - Nassaba (2018)
- De Zee, de Doden (2019) (seculier oratorium, geschreven op uitnodiging van Muziek theater productiehuis Silbersee)
- Bambi (2019)
- Rijgen (2019)
- Wat me niet breekt (2019)
- Lev (2019)
- Robin Hood (2019)
- Vegan Cannibal Picknick (2020)
- What's in a Fairy Tale?! De Rattenvanger (2020)
- Etcetera (2020)
- De Meiden (2020)
- Bar by Bar, Night by Night, Story by Story, Onward! (2021)
- Instead of Heroes (2021)
- What Ever Happened to Mr. Pete? (2021)
- Shut up and play with me (2022)
- Tank Tink One (2022)
- Op hooh op van zegen (Herman Heijermans) (2023, theatergroep Dood Paard)
- Amsterdam Poet's Theater (2024)

## Prijzen en nominaties
- 2006 Ton Lutz Prijs  voor de regie van Adam in Ballingschap
- Oh Polsko, geselecteerd voor de BNG Theaterprijs
- 2011 Charlotte Köhler Prijs
- Crashtest Ibsen Volksvijand genomineerd voor de Taalunie Toneelschrijfprijs
- Bromance: Kaas & Kappes Preis voor Nederlands- Duits theaterteksten voor de jeugd
- The Great Warmachine, geselecteerd voor het Vlaams Theaterfestival